# Neuvy-le-Roi
Neuvy-le-Roi je naselje in občina v osrednjem francoskem departmaju Indre-et-Loire regije Center. Leta 2009 je naselje imelo 1.158 prebivalcev.

## Geografija
Kraj leži v pokrajini Touraine 27 km severno od središča Toursa.

## Uprava
Neuvy-le-Roi je sedež istoimenskega kantona, v katerega so poleg njegove vključene še občine Bueil-en-Touraine, Chemillé-sur-Dême, Épeigné-sur-Dême, Louestault, Marray, Saint-Aubin-le-Dépeint, Saint-Christophe-sur-le-Nais, Saint-Paterne-Racan in Villebourg s 6.545 prebivalci.
Kanton Neuvy-le-Roi je sestavni del okrožja Tours.

## Zanimivosti
- nekdanja cerkev sv. Andreja iz 10. do 12. stoletja,
- cerkev sv. Vincenca iz 12. do 17. stoletja,
- ostanki utrdbe château fort du Bois iz 14. stoletja,
- ostanki gradu château de la Mauvissière iz 16. stoletja.

## Pobratena mesta
- Bălileşti (Muntenija, Romunija),
- Pocklington (Anglija, Združeno kraljestvo).